# 恩沃亞區
恩沃亞區是非洲中部國家烏干達的111個區之一，由北部區負責管轄，首府是恩沃亞，距離首都坎帕拉約330公里和古盧約44公里，2002年人口估計為41,010。

## 位置
恩沃亚区北部与阿穆鲁区接壤，东北部与古卢区接壤，东部与奥亚姆区接壤，东南部与基里扬东戈区接壤，南部与马辛迪区接壤，西南与布利萨区接壤。Nwoya是该地区的主要政治、行政和商业中心，位于该次区域最大的大都市区 Gulu 市西南约 44 公里（27 英里）处。该位置位于乌干达首都和最大的大都市区坎帕拉市以北约 330 公里（210 英里）的公路上。

## 人口
1991年，该区人口估计为37,900人。2002年，人口为41,010人。2012年，年中人口估计为54,000人。

## 外部連結
- Proposed Nwoya District Homepage

02°38′N 32°00′E / 2.633°N 32.000°E